# Skeiðarársandur

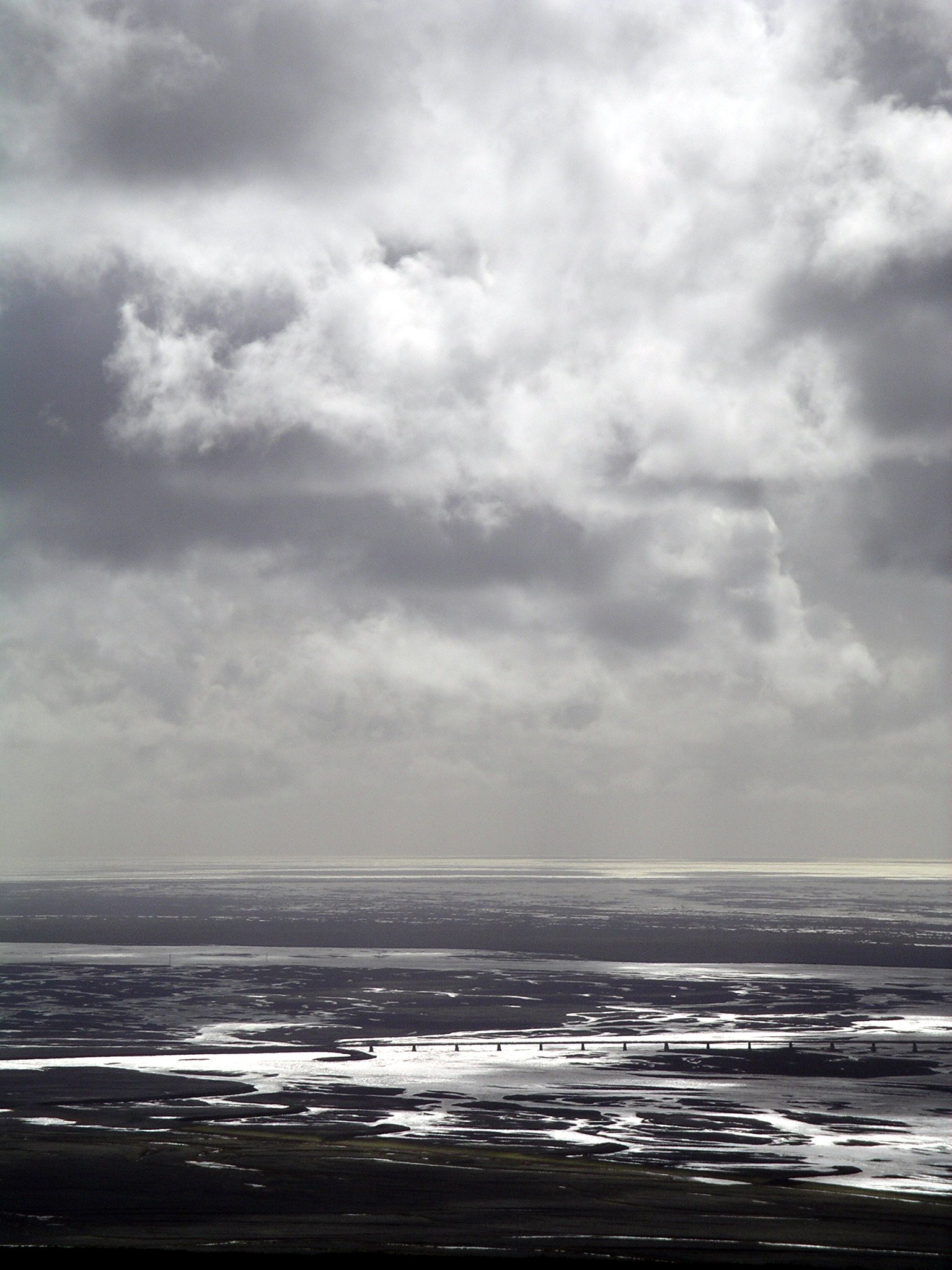
Blick über den Skeiðarársandur

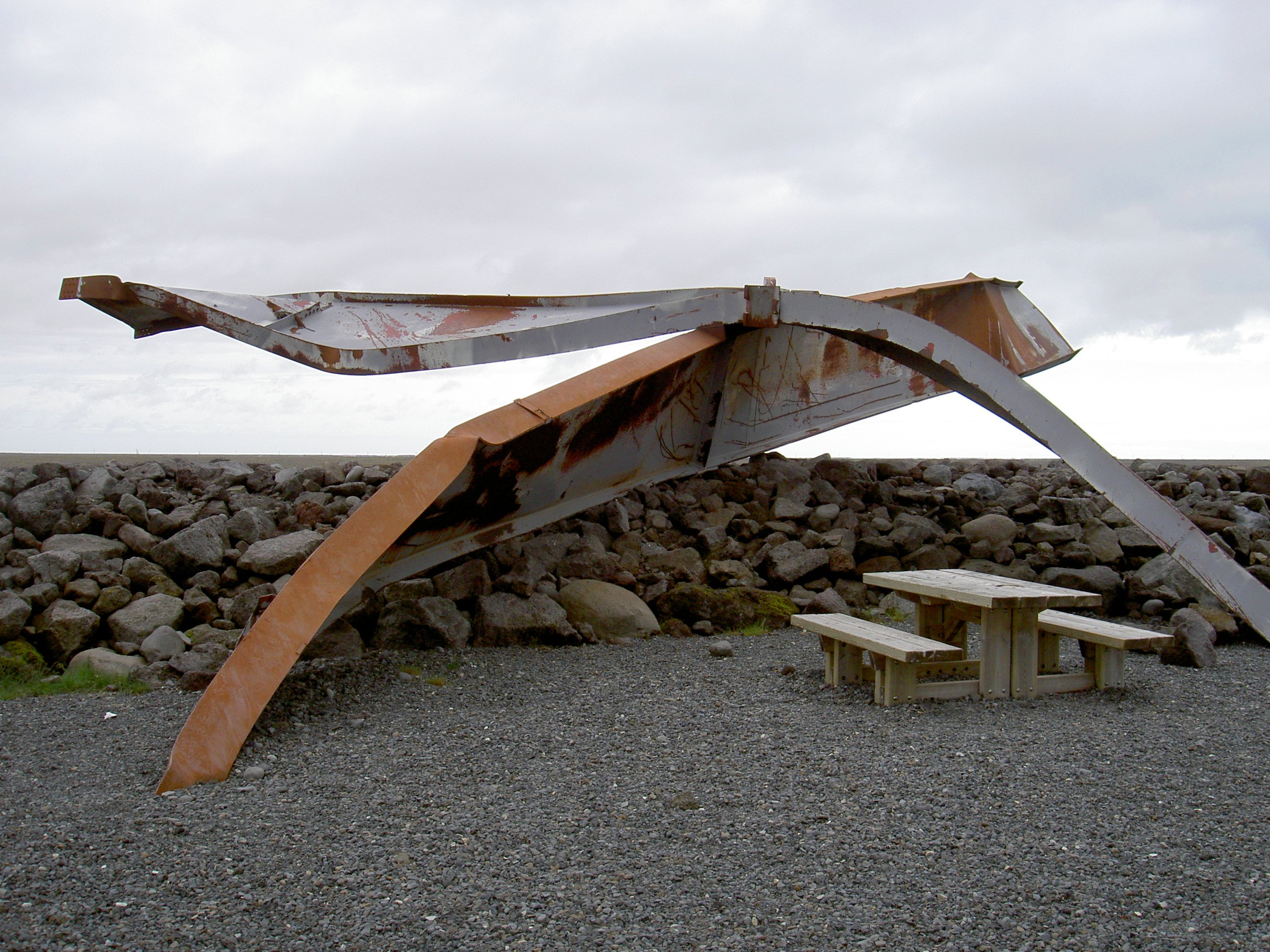
Reste der 1996 zerstörten Brücke

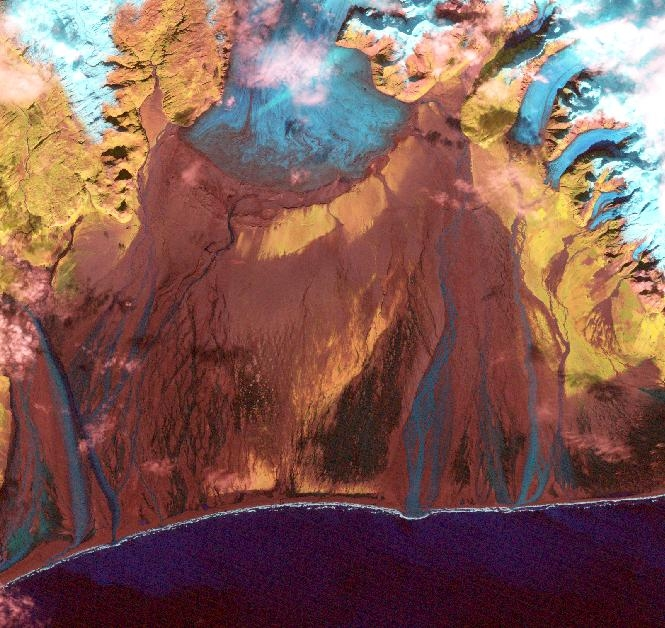
Satellitenaufnahme des Skeiðarársandur

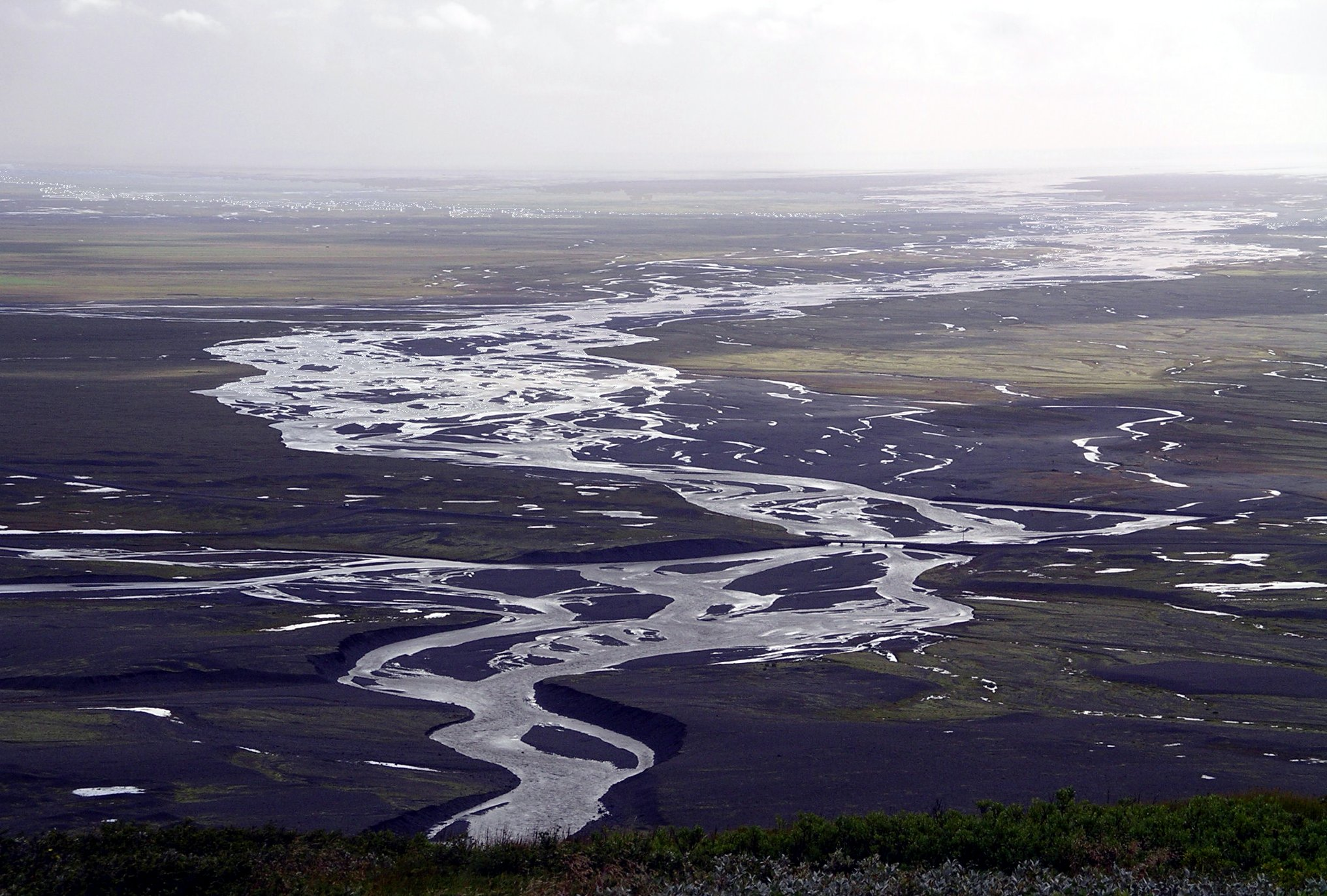
Der Skeiðarársandur

Der Skeiðarársandur ist ein Sander, d. h. eine Schwemmlandebene, an der Südküste Islands.

## Flüsse und Verkehr
Über den Sander fließen die Flüsse Skeiðará, Sandgígjukvísl und Núpsvötn sowie Súlá und Blautakvísl, deren Wasser aus dem Skeiðarárjökull stammt, neben etlichen kleineren Gewässern. Sie gehören zu den verwilderten Flüssen.
Die Skeiðará war das bedeutendste Hindernis beim Bau der isländischen Ringstraße. Erst 1974 konnte diese durch eine 904 m lange Brücke ganz geschlossen werden. Es handelt sich um die derzeit längste Brücke in Island. Sie wurde 1996 bei dem letzten großen Gletscherlauf, ausgelöst durch einen Vulkanausbruch der Grímsvötn, durch Wassermassen und Eisblöcke vorübergehend zerstört, aber gleich darauf wiederhergestellt.

## Wichtigste Daten
Der Skeiðarársandur bedeckt eine Fläche von 1000 km².
Die Küstenlinie des Sanders ist 56 km lang (von Hvalsík bis Hnappavallaós). Vom Skeiðarárjökull, dem Talgletscher des Vatnajökull, bis zum Meer sind es 20–30 km.

## Entstehung und Entwicklung
Der Sander entstand in erster Linie als Schwemmland, d. h. als Ansammlung von Sedimenten der genannten Flüsse. Die hier allein im Holozän angelagerten Sedimente bewegen sich in einer Größenordnung von 100 bis 200 km³.
Besonders zu diesen Sedimentablagerungen beigetragen haben jedoch Vulkanausbrüche der Vulkansysteme der Grímsvötn einerseits und des Öræfajökull andererseits. Die Sedimente wurden bei sogenannten Gletscherläufen mit dem Gletscherwasser, das bei Vulkanausbrüchen taute, herangetragen, aber auch durch Aschenablagerungen.
Andererseits besteht der Sander nicht zur Gänze aus neuzeitlichen Sedimenten. Es gibt z. B. auch eine Steilküste. Außerdem entdeckten Geologen durch seismologische Untersuchungen ein 100–150 m tiefes Tal im Grundgestein unter den neuzeitlichen Sedimentschichten, das vermutlich durch Gletscherflüsse der Eiszeit ausgefräst worden war.
Der Sander ist in den letzten 10.000 Jahren mit einer Geschwindigkeit von etwa 1 km³/Jahrhundert gewachsen.

## Sehenswürdigkeiten
Der Skeiðarársandur befindet sich zwischen dem Skaftafell-Nationalpark und der Südküste Islands.
Im östlichen Teil davon liegt Ingólfshöfði, wo im Jahr 870 Ingólfur Arnarson als erster Siedler angekommen sein soll.